# Gianni et les Femmes
Pour plus de détails, voir Fiche technique et Distribution.
Gianni et les Femmes (Gianni e le donne) est un film italien réalisé par Gianni Di Gregorio, sorti en 2011.

## Synopsis
Gianni est un retraité devenu invisible pour presque tout le monde autour de lui. En réponse, il fait de son mieux pour générer une sorte de vie amoureuse parascolaire.

## Fiche technique
- Titre original : Gianni e le donne
- Titre français : Gianni et les Femmes
- Réalisation : Gianni Di Gregorio
- Scénario : Gianni Di Gregorio et Valerio Attanasio
- Pays d'origine : Italie
- Format : Couleurs - 35 mm - 1,85:1 - Dolby Digital
- Genre : comédie
- Durée : 90 minutes
- Date de sortie : 2011

## Distribution
- Gianni Di Gregorio : Giovanni Brandani, dit Gianni
- Valeria De Franciscis : la mère de Gianni
- Alfonso Santagata : Alfonso, l'ami avocat
- Elisabetta Piccolomini : la femme de Gianni
- Valéria Cavalli : Valeria
- Aylin Prandi : Aylin
- Kristina Cepraga : Kristina
- Teresa Di Gregorio : Teresa
- Michelangelo Ciminale : Michelangelo
- Lilia Silvi : Lilia
- Gabriella Sbrogi : Gabriella

## Distinctions

### Nominations
- 2011 : Ruban d'argent de la meilleure comédie.